# فورغيلينستوك
فورغيلينستوك (بالإنجليزية: Furggelenstock)‏ هو أحد جبال سلسلة الألب السويسرية وجزء من القمة الأم   يقع في كانتون شفيتس, سويسرا. يبلغ ارتفاع الجبل حوالي 1656 متر، بينما يبلغ ارتفاع نتوء الجبل 250 متر.